# KNVB Beker 2010/11 (amateurs)
De KNVB Beker voor amateurs 2010/11 was de 31e editie in deze opzet van deze Nederlandse voetbalcompetitie die door de KNVB wordt georganiseerd.
Aan het toernooi namen de clubs in de landelijke zaterdag- en zondagcompetities, de Topklasse en Hoofdklasse, deel in hun eigen district. In de landelijke eindfase streden de zes district bekerwinnaars in twee kwartfinale wedstrijden (hierin waren twee clubs vrijgesteld), twee halve finale wedstrijden en de finale om de amateurbeker.
De winnaar van de amateurbeker plaatste zich voor de Super Cup amateurs, waarin het de algemeen amateurkampioen ontmoet. De clubs die de halve finales in de districtbeker bereikten, plaatsten zich voor het KNVB Bekertoernooi van het seizoen 2011/12.
De titelverdediger was VV Dongen, dat in de finale van het seizoen 2009/10 Sneek Wit Zwart met 5-1 versloeg. Dit seizoen werd Dongen uitgeschakeld in de achtste finales van het district Zuid I door VV GOES.
Achilles '29 won de beker door in de finale op 18 juni op het eigen Sportpark De Heikant Harkemase Boys met 1-0 te verslaan door een doelpunt van Willem Korsten.

## Districtsbekers

### Opzet
In elk district werd er begonnen in een poule van vier clubs. De winnaar en de nummer twee gingen door naar de knock-outfase. Daarna werden in sommige districten tussenrondes gespeeld om het aantal clubs terug te brengen naar een macht van twee, om knock-outrondes te kunnen spelen (bijvoorbeeld 64 of 128). In andere districten werden enkele clubs vrijgeloot en gingen zo automatisch door naar de derde ronde.
Vanwege het grote aantal clubs in het westen en zuiden van Nederland, zijn er in beide regio's twee districten. Daardoor zijn er zes districten: Noord, Oost, West I, West II, Zuid I en Zuid II.
| Datum               | Thuisclub      | uitslag     | Uitclub        |
| Kwartfinale         | Kwartfinale    | Kwartfinale | Kwartfinale    |
| ------------------- | -------------- | ----------- | -------------- |
| 19 april            | Be Quick 1887  | 3-0         | VV Actief      |
| 26 april            | VV Staphorst   | 0-2         | WKE            |
| 26 april            | SC Genemuiden  | 1-2         | Harkemase Boys |
| 28 april            | Urk            | 5-3         | VV Bergum      |
| Halve finale        |                |             |                |
| 12 mei              | WKE            | 4-0         | Be Quick 1887  |
| 10 mei              | Harkemase Boys | 3-1         | Urk            |
| Finale in Harkema * |                |             |                |
| 28 mei              | WKE            | 1-3         | Harkemase Boys |

| Datum                                 | Thuisclub    | uitslag     | Uitclub        |
| Kwartfinale                           | Kwartfinale  | Kwartfinale | Kwartfinale    |
| ------------------------------------- | ------------ | ----------- | -------------- |
| 19 april                              | VV Alverna   | 0-0 ns      | NEC (amateurs) |
| 23 april                              | De Treffers  | 4-0         | HSC '21        |
| 25 april                              | Achilles '29 | 2-2 ns      | VV Berkum      |
| 25 april                              | VV Bennekom  | 0-1         | Sparta Nijkerk |
| Halve finale                          |              |             |                |
| 10 mei                                | Achilles '29 | 1-1 ns      | NEC (amateurs) |
| 10 mei                                | De Treffers  | 4-4 ns      | Sparta Nijkerk |
| Finale in Groesbeek, bij Achilles '29 |              |             |                |
| 28 mei                                | Achilles '29 | 2-0         | De Treffers    |

| Datum                          | Thuisclub    | uitslag     | Uitclub          |
| Kwartfinale                    | Kwartfinale  | Kwartfinale | Kwartfinale      |
| ------------------------------ | ------------ | ----------- | ---------------- |
| 5 april                        | ODIN '59     | 3-1         | IJFC             |
| 12 april                       | Zwaluwen '30 | 3-0         | HSV Wasmeer      |
| 12 april                       | Young Boys   | 3-1         | VPV Purmersteijn |
| 12 april                       | FC Hilversum | 1-5         | VV Hoogland      |
| Halve finale                   |              |             |                  |
| 3 mei                          | VV Hoogland  | 3-4         | Young Boys       |
| 3 mei                          | ODIN '59     | 2-1         | Zwaluwen '30     |
| Finale in Haarlem, bij HFC EDO |              |             |                  |
| 17 mei                         | ODIN '59     | 2-0         | Young Boys       |

| Datum             | Thuisclub       | uitslag     | Uitclub           |
| Kwartfinale       | Kwartfinale     | Kwartfinale | Kwartfinale       |
| ----------------- | --------------- | ----------- | ----------------- |
| 22 maart          | Scheveningen    | 3-2         | Katwijk           |
| 22 maart          | Voorschoten '97 | 0-0 ns      | RKVV Westlandia-2 |
| 22 maart          | Haaglandia      | 0-2         | Zwaluwen          |
| 22 maart          | FC Lisse        | 1-1 ns      | ARC               |
| Halve finale      |                 |             |                   |
| 3 mei             | Scheveningen    | 5-1         | RKVV Westlandia-2 |
| 3 mei             | Zwaluwen        | 1-3         | FC Lisse          |
| Finale in Lisse * |                 |             |                   |
| 28 mei            | Scheveningen    | 1-2         | FC Lisse          |
|                   |                 |             |                   |
| Finale cat. 2     |                 |             |                   |
| 28 mei            | Meerburg        | 3-2         | FC Perkouw        |

| Datum                 | Thuisclub   | uitslag     | Uitclub     |
| Kwartfinale           | Kwartfinale | Kwartfinale | Kwartfinale |
| --------------------- | ----------- | ----------- | ----------- |
| 5 april               | BVV         | 0-3         | Nemelaer    |
| 12 april              | VCK         | 2-1         | VV GOES     |
| 12 april              | Terneuzen   | 0-1         | HSV Hoek    |
| 25 april              | RKDSV       | 2-6         | UNA         |
| Halve finale          |             |             |             |
| 12 mei                | HSV Hoek    | 7-0         | VCK         |
| 13 mei                | UNA         | 4-1         | Nemelaer    |
| Finale in Papendrecht |             |             |             |
| 21 mei                | HSV Hoek    | 0-2         | UNA         |

| Datum                  | Thuisclub        | uitslag     | Uitclub          |
| Kwartfinale            | Kwartfinale      | Kwartfinale | Kwartfinale      |
| ---------------------- | ---------------- | ----------- | ---------------- |
| 12 april               | RKSV Groene Ster | 3-0         | Wilhelmina '08   |
| 13 april               | EHC              | 6-2         | SC Susteren      |
| 14 april               | Sparta'25        | 1-4         | JVC Cuijk        |
| 19 april               | FC Oss           | 1-1 ns      | SV Someren       |
| Halve finale           |                  |             |                  |
| 5 mei                  | FC Oss           | 1-3         | JVC Cuijk        |
| 5 mei                  | EHC              | 4-2         | RKSV Groene Ster |
| Finale in Beek en Donk |                  |             |                  |
| 29 mei                 | JVC Cuijk        | 4-0         | EHC              |

## Landelijke beker

### Kwartfinale
Van de zes districtswinnaars werden twee clubs vrijgeloot, vier clubs streden om twee plaatsen in de halve finale die ze op eigen terrein mochten spelen.

### Halve finale
De in de kwartfinale vrijgelote clubs speelden in de halve finale automatisch een uitwedstrijd.

### Finale
De uitspelende club in de halve finale had het thuisrecht. Omdat beide uitspelende clubs doorgingen bepaalde het lot dit recht.
|                                                |                    |                             |                                       |                                                               |
| 18 juni 2011 14.30u Finale KNVB Beker amateurs | Achilles '29       | 1 – 0                       | Harkemase Boys                        | Sportpark De Heikant, Groesbeek Scheidsrechter: Gino d'Onorio |
| 18 juni 2011 14.30u Finale KNVB Beker amateurs | Willem Korsten 53' | Wedstrijdverslag[dode link] | 36' René van de Wey 38' Dennis Krohne | Sportpark De Heikant, Groesbeek Scheidsrechter: Gino d'Onorio |

## Deelnemers per ronde
De deelnemers per ronde waren:
| Deelnemerscategorie | Kwartfinale | Halve Finale | Finale | Winnaar | Landelijke halve finale | Landelijke finale | Landelijke winnaar |
| ------------------- | ----------- | ------------ | ------ | ------- | ----------------------- | ----------------- | ------------------ |
| Topklasse           | 13          | 8            | 6      | 4       | 3                       | 2                 | 1                  |
| Hoofdklasse         | 14          | 10           | 6      | 2       | 1                       |                   |                    |
| Eerste klasse       | 7           | 3            |        |         |                         |                   |                    |
| Tweede klasse       | 10          | 1            |        |         |                         |                   |                    |
| Derde klasse        | 2           | 1            |        |         |                         |                   |                    |
| Vierde klasse       | 1           |              |        |         |                         |                   |                    |
| Reservehoofdklasse  | 1           | 1            |        |         |                         |                   |                    |
| Totaal              | 48          | 24           | 12     | 6       | 4                       | 2                 | 1                  |

1980/81 · 1981/82 · 1982/83 · 1983/84 · 1984/85 · 1985/86 · 1986/87 · 1987/88 · 1988/89 · 1989/90 · 1990/91 · 1991/92 · 1992/93 · 1993/94 · 1994/95 · 1995/96 · 1996/97 · 1997/98 · 1998/99 · 1999/00 · 2000/01 · 2001/02 · 2002/03 · 2003/04 · 2004/05 · 2005/06 · 2006/07 · 2007/08 · 2008/09 · 2009/10 · 2010/11 · 2011/12 · 2012/13 · 2013/14 · 2014/15 · 2015/16 · 2016/17 · 2017/18 · 2018/19 · 2019/20 · 2020/21 · 2021/22 · 2022/23 · 2023/24 · 2024/25 · 2025/26